# Aloïs Catteau
Aloïs Catteau (* 11. August 1877 in Tourcoing; † 2. November 1939 in Menen) war ein belgischer Radrennfahrer.
Seine Profi-Karriere begann er 1903 mit dem Start bei der Tour de France im Team La Française. Bereits auf der ersten Etappe erreichte er den siebenten Platz. Es war seine beste Einzelplatzierung bei der Tour. Am Ende belegte er den 10. Platz in der Gesamtwertung. Im Jahr darauf erreichte er am Ende der Tour de France den dritten Platz. 1905 gründete er sein eigenes Radsportteam Catteau Cycles und startete mit diesem erneut bei der Tour de France. Dabei belegte er am Ende den 11. Platz. Im folgenden Jahr fuhr er für das Team Alcyon-Dunlop und fuhr bei der Tour auf den 6. Platz der Gesamtwertung. Bei der Rundfahrt Paris–Tourcoing wurde er Dritter. 1907 startete er ohne Team als Einzelfahrer und erreichte in der Gesamtwertung der Tour de France 1907 den neunten Platz. 1908 stand er erneut in Diensten von Alcyon-Dunlop und startete noch ein letztes Mal bei der Tour de France. Am Ende belegte er jedoch nur den 21. Platz der Gesamtwertung. Anschließend startete er lediglich bei kleineren Straßenrennen, bevor er 1911 nach einem weiteren erfolglosen Versuch bei der Tour de France zu fahren seine Profi-Karriere beendete.